# Sosie Bacon
Sosie Bacon, född 15 mars 1992 i Kalifornien, är en amerikansk skådespelare. Hon är dotter till skådespelarna Kevin Bacon och Kyra Sedgwick.
Bacon har bland annat medverkat i TV-serierna Tretton skäl varför (2017–2018) och Mare of Easttown från 2021. Hon har även medverkat i filmen Smile från 2022.

## Filmografi (i urval)
- 2017–2018: Tretton skäl varför
- 2021: Mare of Easttown
- 2022: Smile
- 2025 – Cold Storage